# Encèlad
|  | Aquest article tracta sobre el personatge de la mitologia grega. Si cerqueu el satèl·lit de Saturn, vegeu «Encèlad (satèl·lit)». |

Encèlad (en llatí: Enceladus, en grec antic: Ἐγκέλαδος, 'Enkelados') va ser un gegant, fill de Gea nascut de la sang d'Urà vessada per la castració d'aquest a mans de Cronos. Els gegants són mortals, o se'ls pot matar si ho fan un déu o un mortal amb l'ajuda d'un déu. Juntament amb els seus germans, es va alçar contra els Olímpics en la batalla coneguda com la Gigantomàquia. A la lluita, Encèlad va fugir, però Atena, li va llençar al damunt, mentre corria, l'illa de Sicília i va quedar enterrat sota l'Etna, on amb la seva respiració i els seus moviments per alliberar-se del pes que l'aixafa, provoca les erupcions del volcà i els terratrèmols.